# Lelewonu Nikootano
Lelewonu Nikootano is een bestuurslaag in het regentschap Gunungsitoli van de provincie Noord-Sumatra, Indonesië. Lelewonu Nikootano telt 1009 inwoners (volkstelling 2010).